# Odbojka
Odbójka je moštveni šport, sestavljen iz dveh ekip (pri mini odbojki so v ekipi 3 igralci, pri mali 4 in pri veliki 6 igralcev), ki ju loči mreža. Igralci lahko uporabljajo katerikoli del telesa, vendar žoga ne sme biti nošena, prav tako se je igralec ne sme dotakniti dvakrat zapored. Namen igre je poslati žogo preko mreže tako, da bi v  polju nasprotnikov padla na tla, ter preprečiti, da bi padla na tla na lastni strani igrišča. Vsaka ekipa se lahko največ trikrat dotakne žoge in s tretjim udarcem pošlje žogo na nasprotnikovo igralno polje. 
Igra se začne s servisom. Igralec z njim pošlje žogo preko mreže v nasprotnikovo igralno polje. Ekipa dobi točko takrat, ko žoga pristane v nasprotnikovem igralnem polju. Če sta ekipi izenačeni, se igra na razliko dveh točk. Ekipa zmaga tekmo, ko osvoji 3 nize (po 25 točk). Če je rezultat v nizih izenačen, se igra na 5 dobljenih nizev, pri čemer se peti niz igra do 15 točk. Po vsakem nizu ekipi zamenjata strani. Posebnost je peti niz, kjer ekipi zamenjata strani, ko ena ekipa doseže 8 točk (na polovici niza)

## Igrišče
Igrišče ima obliko pravokotnika: pri veliki odbojki v dolžino 18 m in širino 9 m. Za nekatere elemente (pipe) in pomoč pri igri je označena tudi črta od mreže oddaljena 3 m. Pri mali odbojki je igrišče dolgo 14 in široko 7 m, pri mini odbojki pa v dolžino meri 12 v širino pa 4,5 m.
7m nad igriščem ne sme biti ovir. Črte so širine 9 cm. Okoli igrišča mora biti na vse strani najmanj 3 m prostora. Mreža je napeta za moške 2,43 m, za ženske pa 2,24 m visoko.

## Elementi igre
Glavni elementi igre so: servis, sprejem, podaja, napad, blok, obramba.

### Servis
Osnovni namen servisa je udariti žogo na nasprotnikovo stran za začetek igre. Po taktiki pa lahko s prvotnim udarcem nasprotnika zmedeš ali celo osvojiš točko, če je servis dovolj natančen, ali pa toliko bolj močan. Na začetku tekme sodnik žreba katera ekipa bo začela s servisom (takrat lahko ekipi tudi menjata polji, izbira je privilegij ekipe, ki ne dobi servisa). 
Kasneje med tekmo servira tista ekipa, ki dobi točko. Vsak igralec ekipe servira tako dolgo, dokler njegova ekipa dobiva točke. Ko ekipa točko izgubi, ima pravico do servisa druga ekipa. Ob pridobitvi točke igralci zamenjajo pozicije v smeri urinega kazalca.
Poznamo več servisev:
- spodnji servis
- zgornji float servis
- zgornji skok float servis
- zgornji skok servis

Pri float servisu se žoga ne vrti, zaradi ozračja zato nenadzorovano "pleše" po zraku, s čimer lahko nasprotnika zmedemo. Float servis po navadi ni močan in hiter, ampak taktičen (igralec išče prazen prostor v nasprotnikovem polju). Skok servis je najmočnejši servis, pri katerem lahko žoga doseže tudi hitrost do 150 km/h ali več. Žoga ima izredno hitro rotacijo in se vrti naprej.
Igralci morajo v polju mirovati in biti v času servisa pravilno postavljeni. Igralci so v času, ko servira nasprotna ekipa pripravljeni na sprejem. Stojijo v posebni preži, pri kateri imajo pokrčene noge, napete naprej iztegnjene roke, težišče pa mora biti obvezno naprej. Ko servira njihova ekipa, se tekmovalci postavijo pred mrežo v t. i. masko (oz. zaslon), s katero zakrivajo pogled nasprotnikom. 

### Sprejem
Pri sprejemu servisa so igralci v preži (glej servis). Sprejemajo s t. i. spodnjim odbojem, pri katerem imajo roke iztegnjene pred seboj, tako da se komolci med sabo dotikajo. Pri sprejemu je pomembno delo nog, s katerimi se točno ob sprejemu dvignemo, da žogo sprejmemo visoko k podajalcu. Roke se ne premaknejo veliko, skoraj vse delo opravijo noge. Nemočne servise lahko sprejmemo tudi s prsti oz. zgornjim odbojem. 

### Podaja
Podajalec poda žogo s t. i. zgornjim odbojem, pri katerem ima roke iztegnjene nad sabo (nad čelom). Tudi pri podaji je zelo pomembno delo nog, s katerimi damo žogi moč. S prsti žogo le natančno usmerimo. Podaje so lahko različne:
- podaja naprej (žogo podajalec potisne naprej v cono 4 - glej cone)
- podaja nazaj (žogo podajalec potisne nazaj, čez glavo v cono 2)
- podaja nad sabo (žogo podajalec potisne nad sabo, žoga ostane v coni 3, kjer stoji podajalec, in se nato umakne napadalcu)
- nizka podaja nad sabo - tudi penal (žogo podajalec potisne zelo nizko napadlcu, ki je že v zraku)
- podaja na 3m linijo - tudi pipe (žogo podajalec potisne k napadalcu iz zadnje linije, ki mora pri napadu paziti, da ne prestopi 3m linije)

Bolj izkušeni podajalci podajajo žogo v skoku.

### Napad
Napad se začne z odbojkarskim zaletom (za desničarje: leva - desna - leva). Igralec izvede zalet in se pri tem odrine visoko v zrak (tudi do 130cm) v zraku udari podano žogo z iztegnjeno roko, katero nato spusti navzdol v smeri udarjene žoge. Žogo lahko preko mreže spravimo na več načinov:
- z udarcem (žogo udarimo na zgornjem delu in poklopimo zapestje, da jo usmerimo navzdol)
- s plasiranim udarcem (žoga nima velike moči in hitrosti, zadanemo jo po ekvatorju, leti pa v loku), ter s t. i. udarcem z varanjem (žogo s prsti rahlo porinemo preko bloka oz. v blok nasprotnik in s tem lahko dosežemo blok-out udarec).

### Blok
Blok je prva linija obrambe. Pri bloku igralci poskušajo zaustaviti nasprotnega napadalca tako, da žogo blokirajo nazaj v nasprotnikovo polje. Blok se izvaja brez zaleta. Igralci potisnejo roke preko mreže in razprejo prste, da pokrijejo čim več prostora. Nekateri igralci lahko čez mrežo sežejo vse do vrha medenice.

### Obramba
Obramba se izvaja s spodnjim odbojem. Igralci so v nizki preži. Odvisna je od postavitve bloka (postavitev bloka igralci v bloku nakažejo s kazanjem prstov za hrbtom ob servisu). Navadno pokrivajo najslabšega sprejemalca v nasprotnikovi ekipi in mu s tem onemogočijo pogled na žogo ob servisu, zaradi česar ima sprejemalec manj možnosti za dober sprejem (žoga mu bo prej "špricnila").

## Cone
- obstaja 6 con (1, 2, 3, 4, 5, 6)
- v vsaki coni je en igralec

## Zvrsti odbojke
- Dvoranska odbojka
- Odbojka na mivki
- Odbojka na snegu
- Sedeča odbojka

Odbojko je izumil William G. Morgan.